# Faubourgs d'Auckland
Les faubourgs d'Auckland sont d'anciennes banlieues devenues des quartiers intégrés à Auckland en raison de son expansion territoriale et administrative, laquelle est liée la croissance démographique de la ville aux XIXe et XXe siècles. On les retrouve en périphérie de ce qui correspond aujourd'hui au centre-ville, ou Auckland CBD.